# همسر باکره
همسر باکره (ایتالیایی: La moglie vergine) یک کمدی سکسی سبک ایتالیایی به کارگردانی مارینو جیرولامی است که در سال ۱۹۷۵ منتشر شد.

## بازیگران
- ادویژ فنش
- ری لاولاک
- میکله گامینو
- کارول بیکر
- گابریلا جورجلی
- ماریا رزاریا روئیتسی